# Batucyprettinae
Batucyprettinae is een onderfamilie van kreeftachtigen uit de klasse van de Ostracoda (mosselkreeftjes).

## Soort
- Batucypretta Victor & Fernando, 1981